# Amun-Re
Amun-Re è un gioco da tavolo creato da Reiner Knizia e distribuito nel 2003 da Hans im Glück in tedesco e da Rio Grande Games in inglese.
Ciascun giocatore è a capo di una differente dinastia egiziana che cerca di accrescere la propria influenza su 15 province dell'antico Egitto. Influenza e costruzione di piramidi fanno guadagnare punti. I punti vengono assegnati in due momenti durante il gioco: alla fine dell'"Old Kingdom" (Antico Regno) e alla fine del "New Kingdom" (Nuovo Regno). Il giocatore che accumula più punti vince il gioco.

## Regole del gioco
Amun-Re viene giocato in una serie di cicli, ciascuno dei quali consiste:
1. nell'asta di territori
2. nell'acquisto di "power cards" (che hanno poteri speciali o danno dei punti aggiuntivi), agricoltori (che generano reddito) e mattoni (che possono essere convertiti in piramidi con un cambio tre a uno)
3. una fase dei sacrifici
4. una fase di concretizzazione dei redditi

Le aste e gli acquisti avvengono con numeri triangolari.
Dopo la fase degli acquisti, vi è un sacrificio in cui ogni giocatore può o sacrificare una quantità di oro o può rubare dal sacrificio (un giocatore deve o sacrificare o rubare, naturalmente non è consentito "sacrificare" 0 oro). I premi sono assegnati ai giocatori in base al loro sacrificio (il sacrificio più alto riceverà il premio più, i "ladri" non otterranno alcuna ricompensa al di là dei tre pezzi d'oro rubati).
Alla fine i giocatori ricevono i redditi che vengono generati dagli agricoltori in base al sacrificio precedente e dai territori che forniscono un ammontare di oro fisso, o una combinazione dei due.
Alla fine dei cicli tre e sei (la fine dell'"Old Kingdom" e del "New Kingdom"), vengono assegnati i punti per le piramidi e i templi nei territori controllati, a cui vengono aggiunti i punti dati dalle "power cards".

## Riconoscimenti
- 2003 Deutscher Spiele Preis, Gioco dell'anno[1]
- 2003 Meeples' Choice Award, Gioco dell'anno[2]